# Vía Colectora Guaranda-Chimborazo
La Vía Colectora Guaranda-Chimborazo (E492) es una vía secundaria  ubicada en las Provincias de  Bolívar y Chimborazo.  Esta colectora, de trazado oeste-este nace en la ciudad de Guaranda en la Provincia de  Bolívar. En Guaranda, la Vía Colectora Guaranda-Chimborazo (E492) conecta con la Vía Colectora Babahoyo-Ambato (E491) que se extiende en sentido norte-sur entre las ciudades de Babahoyo (Provincia de Los Ríos) al suroeste y Ambato (Provincia de Tungurahua) al noreste. 

## Descripción
Partiendo de Guaranda, la Vía Colectora Guaranda-Chimborazo (E492) cruza la Cordillera Occidental de los Andes al sur del volcán Chimborazo por un paso ubicado a más de 4000 metros sobre el nivel del mar.  Posteriormente a la cordillera, la colectora desciende al valle interandino donde conecta con la Troncal de la Sierra (E35) al oeste de la ciudad de Riobamba.
- Datos: Q2027390